# قطعنامه ۱۳۶ شورای امنیت
قطعنامه ۱۳۶ شورای امنیت سازمان ملل متحد که در تاریخ ۳۱ مه ۱۹۶۰ تصویب شد، سندی بین‌المللی دربارهٔ پذیرش اعضای جدید در سازمان ملل: جمهوری توگو است. این قطعنامه طی نشست ۸۶۴ام با ۱۱ موافق، ۰ مخالف و ۰ ممتنع تصویب شد.